# Bombardamenti di Pola
I bombardamenti su Pola durante la seconda guerra mondiale si verificarono tra il gennaio 1944 ed il marzo 1945. Anche se le distruzioni belliche furono sopportate e superate dalla città, i bombardamenti alleati su Pola possono essere paragonati ai bombardamenti di Zara avvenuti tra il novembre 1943 e l'ottobre 1944. La maggior ragione dei bombardamenti alleati su Pola fu la posizione strategica della città così come il grande porto da guerra, che si trovava in quel periodo sotto amministrazione militare tedesca. Nei suoi 3000 lunghi anni di storia Pola non aveva mai sperimentato prima una tale distruzione, che più tardi portò alla completa trasformazione dell'aspetto della città.

## Dall'inizio della guerra al primo bombardamento
Pola visse l'inizio della guerra sotto l'amministrazione italiana, a cui apparteneva dal 1918. Benché avesse una grande rilevanza bellica, la città non subì alcuna distruzione principalmente a causa dell'avanzata delle forze dell'asse attraverso l'Europa, finché la successiva avanzata alleata lungo la penisola italiana non determinò la caduta di Mussolini e la capitolazione dell'Italia l'8 settembre 1943.
Dopo la capitolazione italiana il comitato partigiano iugoslavo, volendo rimanere l'unico detentore del potere, proclamò un'insurrezione popolare, nel tentativo di affermare con la violenza l'appartenenza dell'Istria alla nuova nazione iugoslava. L'apice di questi avvenimenti fu il decreto di annessione del 13 settembre 1943. L'Istria fu occupata dai tedeschi il 4 ottobre dello stesso anno. Pola passò così dopo l'amministrazione italiana sotto quella tedesca. La Wehrmacht assunse tutta la gestione bellica della città. Presto però, con l'avanzata alleata nel resto d'Europa iniziarono tempi sfavorevoli per Pola.

## Incursioni aeree su Pola e conseguenze dei bombardamenti
Solo tre mesi dopo l'occupazione tedesca si verificò il primo bombardamento alleato sulla città, il 9 gennaio 1944. Da allora e fino al 15 marzo 1945, quando fu colpito il tempio di Augusto, la città venne più volte bombardata dall'aviazione angloamericana. Poiché a Pola arrivavano i profughi da Zara e dalle restanti zone dell'Adriatico, nei bombardamenti le vittime furono principalmente civili. Gli Alleati bombardarono anche il centro storico di Pola, danneggiando molti monumenti antichi.
Poiché Pola era una delle più importanti basi di sottomarini dell'Adriatico, nella prima ondata del bombardamento del 9 gennaio 1944 venne affondato il sottomarino della marina da guerra italiana Nautilo della classe Tritone serie I. In seguito questo sottomarino recuperato, riparato e ribattezzato U-802 Sava entrò a far parte della marina da guerra iugoslava.
Tuttavia, dal giorno del primo bombardamento gli abitanti giovarono dei numerosi rifugi che furono costruiti dall'esercito nel corso della propria permanenza a Pola. I numerosi tunnel sotterranei austroungarici che anche oggi tagliano Pola furono un rifugio ideale non solo per gli abitanti ma anche per l'armamento bellico che si trovava nell'arsenale di Pola. Il più importante partiva dall'arsenale unendosi ai tunnel che passavano sotto il Monte Zaro, l'ingresso di uno dei quali si trovava in via dell'Arsenale.
I bombardamenti alleati distrussero la parte occidentale della città vecchia, che presentava la tipica struttura urbanistica mediterranea. Sebbene le fondamenta di alcune case fossero rimaste intatte, fu deciso di rimuovere tutte le rovine nell'area tra il Foro e la cappella di Santa Maria. Furono rimossi complessivamente 120 caseggiati tra i quali si trovavano anche una serie di edifici meno danneggiati e integri. Scomparve così per sempre una parte di città di valore storico nella struttura urbana, la quale invece di essere restaurata venne modificata per gran parte della sua superficie, cosa atipica per uno dei centri storici del Mediterraneo. Oggi su questo spazio si trova il parco cittadino con un'esposizione dei ritrovamenti archeologici.
All'inizio del 1944 l'aviazione angloamericana nel corso di un bombardamento su Pola distrusse l'edificio dell'Istituto idrografico collocato sulla cima della collina di Monte Zaro. Rimase parzialmente conservato dove si trovava solo parte dell'osservatorio, nel quale venne collocata dopo il parziale restauro del 1947/48 la stazione meteorologica della marina da guerra. Dopo la rimozione delle rovine rimanenti, su questo luogo venne costruito un asilo infantile. Tra i monumenti della storia antica, il più colpito fu il tempio di Augusto che fu quasi distrutto. Ad un'attenta osservazione si nota ancora il restauro del lato occidentale, così come di parte delle colonne. Fu altrettanto distrutto un edificio che si trovava sul lato occidentale del tempio, al posto del quale oggi si trova il parco con il monumento a Ruža Petrović. Un paio di mesi dopo il danneggiamento del tempio di Augusto, Pola venne presa dalle forze iugoslave il 5 maggio 1945.